# Pierre Georget La Chesnais
Pour les articles homonymes, voir Chesnais.
Pierre Georget La Chesnais, plus connu comme P. G. La Chesnais, né dans le 6e arrondissement de Paris le 11 juin 1865 et mort dans le 14e arrondissement de Paris le 18 avril 1948, est un critique littéraire, écrivain, spécialiste et grand admirateur de Henrik Ibsen.

## Biographie
Pierre La Chesnais s'engage tôt dans la politique. En 1884, il est parmi les fondateurs de l'Association générale des étudiants de Paris. En 1886, il est membre de la direction de l'AGEP et un des leaders étudiants antiboulangistes (1888-1889) à la tête des étudiants en Sciences. Son ami André-Ferdinand Hérold, poète symboliste, l'étant au titre des étudiants en Lettres.
La révélation de l'existence d'Henrik Ibsen par un éclatant article de l'écrivain suisse Édouard Rod dans le Temps (15 janvier 1889) décide de sa carrière. Pierre La Chesnais abandonne la préparation de l'École Polytechnique et renoncera plus tard à l'agrégation de Mathématiques. Il travaille le norvégien. Hérold l'entraîne de son côté dans les milieux symbolistes, Henri de Régnier, Paul Valéry, André Fontainas, Pierre Louÿs.
Après avoir assisté aux représentations de pièces d'Ibsen à Paris (le Canard Sauvage au Théâtre Libre en 1891, la Dame de la mer en 1892), il se rend en Norvège pour la première fois en 1894 pour rencontrer son idole.
Comme Hérold, trop anarchiste, il a été écarté de l'AGE et il renonce à faire une carrière administrative. Il enseigne un moment les mathématiques à l'école Monge. La fortune familiale (une famille notable de la région de Laval) le met à l'abri du besoin et Hérold lui ouvre les portes du Mercure de France (fondé en décembre 1889). Il y tiendra pendant trente années la rubrique des lettres scandinaves, au début sous le pseudonyme transparent de Perre Eketrae.
Malgré l'Affaire Dreyfus où Valéry fut plutôt neutre et La Chesnais dreyfusard fervent, les deux hommes sympathisèrent. Paul Valéry put ainsi travailler au ministère de la Guerre sur la recommandation du père du traducteur d'Ibsen.
Fin 1897, Pierre La Chesnais épousa Edmée Gellion-Danglar, du cercle de Hérold, fille d'un préfet haut gradé de la franc-maçonnerie. "Encore un qui va sous les drapeaux" dira Valéry qui sera chargé de récupérer auprès de Pierre Louÿs des plaques photographiques probablement compromettantes.
Au Mercure de France La Chesnais se lie avec Henry-H. Davray traducteur de Wilde, de Kipling, de Wells. C'est dans ce contexte que La Chesnais traduira William Morris et Edmée La Chesnais "The Black Arrow" de 3tevenson. Avec son ami Louis Révelin La Chasnais mène de front une activité politique qui le mènera dans l'intimité de Jean Jaurès et parmi les premiers rédacteurs de l'Humanité (1904). Wells et Davray le convaincront de traduire les premières œuvres de Gorki, ce qu'il fit avec une militante Finlandaise russophone, Sophie Kikina.
Déçu par les lendemains de la paix de 1918, il se retirera progressivement d'un militantisme qui lui aura coûté du temps sur son intense travail de traduction.
Il est avant tout le traducteur d'Ibsen dont il a traduit et commenté la presque totalité des ouvrages (16 volumes), il a pour cela reçu le prix Langlois de l’Académie française en 1934 et 1942.
Grand admirateur de Hans Christian Andersen dont il a traduit la totalité des contes, réunis et commentés en quatre volumes, Pierre-Georget La Chesnais a également fait connaître l'écrivain Johan Bojer en français.
Il a été nommé professeur honoris causa de l'Université d'Oslo.
Pierre La Chesnais meurt le 18 avril 1948 à son domicile de la rue Marguerin, dans le 14e arrondissement de Paris. Il est inhumé dans le cimetière d'Auteuil.

## Publications

### Sur Ibsen

#### Œuvres dramatiques
- Œuvres complètes, texte français Pierre-Georget La Chesnais, Librairie Plon, Paris, 1930-1945, 16 vol.
  - Tome I, « Œuvres de Grimstad (1847-1850), 1930: Poèmes, Le Prisonnier d'Akershus, Catilina (1850) ».
  - Tome II, « Œuvres de Kristiania (avril 1850-octobre 1851), 1930: Poèmes, Proses, Norma (1851), Le Tertre du guerrier (1850). »
  - Tome III, « Œuvres de Bergen (octobre 1851-août 1857) , 1932: Poèmes, Proses, La Nuit de la Saint-Jean (1852), Mme Inger d'Astract (1854). »
  - Tome IV, 1932: « Œuvres de Bergen (octobre 1851-août 1857 suite): La Fête à Solhaug (1855),Olaf Liljekrans (1850-1856), Les Guerriers à Helgeland (1854-1857). »
  - Tome V, « Œuvres de Kristiania. Second séjour (1857-1864), 1934 : Poèmes et Proses. »
  - Tome VI, « Œuvres de Kristiania second séjour, (suite), 1934 : La Comédie de l'amour (1862), Les Prétendants à la couronne (1863) ».
  - Tome VII, « Œuvres d'Italie. Premier séjour (1864-1869), 1935 : Brand(1865). »
  - Tome VIII, « Œuvres d’Italie. Premier séjour (suite), 1936 : Peer Gynt (1867). »
  - Tome IX, « Œuvres de Dresde (1867-1873) , 1937 : L'Union des jeunes (1867-1869), Poèmes, Empereur et Galiléen (notice). »
  - Tome X, « Œuvres de Dresde (1867-1875), 1937 : Empereur et Galiléen (1873). »
  - Tome XI, « Les Drames modernes, 1939 : Poèmes, Discours, Les Soutiens de la société(1877), Maison de poupée (1879). »
  - Tome XII, « Les Drames modernes (suite), 1940 : Les Revenants (1881), Un ennemi du peuple (1882). »
  - Tome XIII, « Les Drames modernes (suite), 1941 : Le Canard sauvage (1884), Rosmersholm (1886). »
  - Tome XIV, « Les Drames modernes (suite),1943 : La Dame de la mer (1888) Hedda Gabler(1890). »
  - Tome XV, « Œuvres de Kristiana, troisième séjour (1895-1906), 1945 : Le Constructeur Solness (1892), Petit Eyolf (1894). »
  - Tome XVI, « Œuvres de Kristiana, troisième séjour, suite, 1945 : John Gabriel Borkman (1896), Quand nous nous réveillerons d'entre les morts (1899), Proses, Tables. »

#### Autres publications d'Ibsen en volumes séparés
- Le Tertre du guerrier (1850). Texte français Pierre Georget La Chesnais tiré des Œuvres complètes, tome I, Librairie Plon, Paris, (1930).
- Norma (1851), texte français P.G. La Chesnais, tiré des Œuvres de Kristiania (avril 1850-octobre 1851), 2e tome des 1930 Œuvres complètes, Librairie Plon, Paris, 1930.
- La Nuit de la Saint-Jean (1852), texte français P.G. La Chesnais, tiré des Œuvres de Bergen (octobre 1851-août 1857), 3e tome des Œuvres complètes, Librairie Plon, Paris, 1930-1945.
- Hedda Gabler (1890); texte français P.G. La Chesnais, suivi d’Une maison de poupée, précédé de Ibsen ou la Hantise de l'absolu, Pierre-Aimé Touchard, Union Générale d'Éditions, coll. « Le Monde en 10/18 », no 182-183, Paris, 1964.

### Sur Johan Bojer
- Johan Bojer: Le dernier viking, roman: roman, traduction de Pierre Georget La Chesnais (1922)
- Johan Bojer: La Grande Faim, roman. Traduit du norvégien par P.-G. La Chesnais (1920)
- Johan Bojer: Le Nouveau Temple, roman. traduit du norvégien par P.-G. La Chesnais, 2e édition (1930)

### Sur Hans Christian Andersen
- Contes d'Andersen: traduits et commenté par P. G. La Chesnais, première édition française donnant la totalité des contes d'Andersen, (1937)
- Hans Christian Andersen, Contes, traduits par P. G. La Chesnais, deuxième édition française donnant la totalité d'Andersen (1943).
- Andersen. Contes: traduits par P.-G. La Chesnais, édition intégrale des contes, Mercure de France, 4 volumes, (1964)
- Un conte d'Andersen: Le Vilain Petit Canard, traduit par P.-G. La Chesnais. Images de Pierre Belvès, (1959).

### Divers
- Lexi/textes 9:  commentaires par Bernard Comment, Alain Badiou, Pierre Georget La Chesnais, et Françoise Morvan (2005)
- Floriculture. Illustré. par  Pierre Georget La Chesnais.
- Maxime Gorki. Les Déchus: Le Ménage Orlov, les Ex-hommes. Traduit par S. Kikina et P.G. La Chesnais.
- William Morris (trad. P.G. La Chesnais), Nouvelles de nulle part, ou Une ère de repos, roman d'utopie., G. Bellais, coll. «Bibliothèque socialiste», Paris, 1902, 2 vol. : no 11-12 ; in-16
- L'Église et les États, trois exemples de séparation, Ed. Pages Libres, 1904.
- Le groupe socialiste du Reichstag et la déclaration de guerre, Ed. Armand Colin, 1915.
- La question de plébiscite, Ligue Républicaine d'Alsace-Lorraine, 1918.
- La guerre civile en Finlande, janvier-avril 1918, Ed. Bossard, 1919.